# Einsatz in Hamburg – Superzahl: Mord
Superzahl: Mord ist ein deutscher Fernsehfilm von Judith Kennel aus dem Jahr 2005. Es handelt sich um die sechste Episode der ZDF-Kriminalfilmreihe Einsatz in Hamburg, deren ersten beiden Filme unter dem Reihentitel Jenny Berlin ausgestrahlt wurden.

## Handlung
Jenny Berlin bleibt mit drei weiteren Personen im Fahrstuhl stecken. Einer der drei Personen, Gunnar Holm, motiviert die anderen zum Zeitvertreib Lotto zu spielen. Er selbst notiert sich die „Glückszahlen“ der anderen und tippt nun zufällig sechs richtige Zahlen bei der nächsten Lottoziehung. Noch am selben Abend wird Holm auf der Straße von einem Auto angefahren und erliegt seinen Verletzungen. Der Fahrer ist flüchtig und Jenny Berlin wittert sofort einen Mord. Tatsächlich fehlt dem Opfer die Brieftasche samt der vermutlich darin befindlichen Lottoquittung. Berlin und ihr Team gehen von Raubmord aus und beginnen mit ihren Ermittlungen.
Nach Aussagen von Holms Exfrau war ihr Mann ein notorischer Glücksspieler, woran auch ihre Ehe zerbrochen sei. Da Holms Wohnung verwüstet und durchsucht wurde, vermutet Berlin, dass der Mörder hier nach der Spielquittung gesucht hat und Holm sie gar nicht bei sich hatte. Nach Angaben der Lottogesellschaft wurde Holms Gewinn noch nicht abgeholt. Inzwischen wird der Wagen gefunden, mit dem Holm angefahren wurde. Dem Besitzer wurde er kurz vor der Tat gestohlen, sodass von einer geplanten Aktion auszugehen ist.
Neben den Ermittlern suchen weitere Personen nach der Quittung für den Gewinn. Darunter auch der Kredithai Dieter Kuhlmann, bei dem Holm 12.500 Euro Schulden hatte. Der geht sogar soweit und lässt Holms Exfrau und seine neunjährige Tochter von zwei Geldeintreibern bedrohen. Maren Holms neuer Freund, Achim Ohlsen, will sich um die Angelegenheit kümmern. Sie weihen aber nicht die Polizei ein, um nicht noch mehr Ärger zu bekommen. Dabei rechnen sie nicht mit der kleinen Nele. Sie hatte im Zuge der Ermittlungen zu Jenny Berlin großes Vertrauen gefasst und spricht mit ihr nicht nur über die kürzliche Bedrohung, sondern gibt ihr auch die gesuchte Lottoquittung, die ihr Vater ihr anvertraut hatte. Berlin und ihr Team wollen Kuhlmann zur Rede stellen, kommen aber zu spät, denn dieser wurde gerade aus dem Fenster seines Maklerbüros gestürzt. Tatverdächtig ist einer seiner Kunden, der auf der Flucht vor einen LKW rennt, dies aber zum Glück überlebt. Berlin traut allerdings dem Mann den Mord an Kuhlmann nicht zu und hält diese Tat für eine weitere des Mörders von Holm. Vermutlich ging es dem Täter auch gar nicht um die Spielquittung. Sie verdächtigt daher Ohlsen, denn ein vermögender Holm hätte seine Beziehung zu Maren Holm vermutlich zerstört. Aus Angst Maren zu verlieren, hatte er Gunnar Holm aus dem Weg geräumt. Als er festgenommen wird, räumt er die Tat ein und gibt auch den Mord an Kuhlmann zu, den er dafür bestrafen wollte, seiner Familie Angst eingejagdt zu haben.
Der Gewinn von über 388.000 Euro wird am Ende Holms Tochter und ihrer Mutter übergeben.

## Hintergrund
Die Dreharbeiten erstreckten sich vom 14. April 2004 bis zum 19. Mai 2004. Es wurde in Hamburg und Umgebung gedreht. Die Episode wurde am 9. April 2005 um 20:15 Uhr im ZDF erstausgestrahlt.

## Kritik
Die Kritiker der Fernsehzeitschrift TV Spielfilm vergaben dem Film die bestmögliche Wertung, sie zeigten mit dem Daumen nach oben. Sie konstatierten: „Kein Krimi-Jackpot, aber unterhaltsam“.
Der Deutsche Filmdienst meinte kurz und knapp: „Routinierter (Fernseh-)Krimi.“